# لحن و ادبیات محمود احمدی‌نژاد
لحن و ادبیات محمود احمدی‌نژاد، ششمین رئیس‌جمهور ایران، مورد نقد کارشناسان حوزه سیاست و دیپلماسی قرار گرفته‌است. این ادبیات به ادبیات احمدی‌نژادی معروف است. او دارای لحن و ادبیاتی بود که روسای جمهور پیشین ایران از آن استفاده نمی‌کردند. احمدی‌نژاد در مصاحبه‌ها و سخنرانی‌هایش بارها از ادبیاتی استفاده کرده‌است که به اعتقاد کارشناسان متناسب با شان رئیس دولت ایران نبود.
احمدی‌نژاد در طول دوره ریاست‌جمهوری خود ادبیات مختلفی برای بیان افکارش به کار برد؛ گاهی زبانش طنزگونه، گاهی عامیانه و کوچه بازاری و گاهی غیررسمی بود. اشتباهات لفظی یا گفتاری هم کم و بیش در او پیدا می‌شد.
ادبیات احمدی‌نژاد تنها محدود به حوزه دیپلماتیک و بین‌المللی نبود و این سخنان علیه معترضان و منتقدان داخلی در ایران نیز استفاده می‌شد. مهرداد درویش‌پور این لحن را متعلق به گروه خاصی از جامعه دانسته که در ادبیات سیاسی «لومپن‌پرولتاریا» نام برده می‌شود. آزاده کیان استاد جامعه‌شناسی دانشگاه دیدرو پاریس، عقیده دارد که ادبیات احمدی‌نژاد، بیش از آنکه ادبیاتی پوپولیستی باشد، ادبیاتی لمپنیسم بود. شیوه سخن گفتن احمدی‌نژاد از نظر بسیاری از حامیان او نه تنها عجیب و غریب نبود، بلکه به تعبیر آنان نشان از مردمی بودن رئیس‌جمهور داشت که می‌توانست با مردم کوچه و بازار به راحتی صحبت کند.

## لحن و ادبیات
احمدی‌نژاد در نخستین روز اعلام نتایج انتخابات ریاست جمهوری ۱۳۸۸ در ایران از ادبیاتی استفاده کرد که مورد انتقاد بسیاری قرار گرفت: «در انتخابات چهل میلیون نفر خودشان بازیگر اصلی و تعیین‌کننده اصلی بودند، حالا چهار تا خس و خاشاک این گوشه‌ها یه کاری می‌کنند، بدانید این رودخانه زلال ملت جایی برای خودنمایی آنها نخواهد گذاشت.» او همچنین در جلسه ای با انتقاد از مخالفان خود گفته‌است: «قیافه روشنفکری می‌گیرند به اندازه یک بزغاله هم از دنیا فهم و شعور ندارند.» احمدی‌نژاد در سخنرانی خود برای ایرانیان خارج از کشور، در مورد تأثیر فشار کشورهای غربی علیه ایران بر رفتار دولت این کشور گفته بود: «آن ممه را لولو برد.»
احمدی‌نژاد در مورد سخنان باراک اوباما رئیس‌جمهور آمریکا از ادبیاتی استفاده کرد که اوباما اعلام کرد به این سخنان پاسخی نمی‌دهد. او در سفری به سوریه و در مصاحبه مطبوعاتی با حضور بشار اسد در واکنش به سخنان هیلاری کلینتون نیز از ادبیات غیر دیپلماتیک استفاده کرد: «ما یک ضرب‌المثل در فارسی داریم و کسی که حرف بیجا می‌زند و خارج از قد و قواره خودش صحبت می‌کند، به آن می‌گوییم یک‌کلام از مادر عروس» او همچنین در واکنش به سخنان وزیر خارجه فرانسه می‌گوید «همه اش کشک است، طرف راه می‌رفت می‌گفت ابرقدرت، قدر قدرت… آی زکی».
سخنان محمود احمدی‌نژاد، گاهی با سوءتفاهماتی برای یک قشر یا منطقه همراه می‌شد که هفته‌ها طول می‌کشید از جملات و گفتار او رفع سوء تفاهم شود. به ویژه هنگامی که او از عفاف زنان گیلانی گفت: «در مزرعه، در محل دامداری، در خانه، در مناسبت‌های اجتماعی، زن گیلانی با حفظ عفاف، با حفظ ایمان با همه وجود حضور دارد و مؤثر است» این گفته‌ها که ظاهراً ناظر بر برخی لطیفه‌های قومیتی در بین برخی از مردم کوچه بازار بوده، با انتقاد شدید برخی از رسانه‌ها و نماینده وقت رشت در مجلس، رمضانعلی صادق‌زاده مواجه شد.
تعبیری که احمدی‌نژاد برای وزیر بهداشت کابینه‌اش به کار برد و او را به هلو تشبیه کرد، با ابراز ناراحتی کامران باقری لنکرانی مواجه شد:
«آقای دکتر لنکرانی از مدیران بسیار خوب کشورند. اصلاً من یک علاقه ویژه شخصی به ایشون دارم. انسان پاک دوست داشتنی است. یک جا گفتم مثل هلو می‌مونه. آدم می‌خواد بخوره این جوان مؤمن…»
اشتباهات لفظی یا گفتاری هم کم و بیش در سخنان احمدی‌نژاد پیدا می‌شد. چه هنگامی که جمعیت دنیا را هفت میلیون نفر اعلام کرد:
«وضع دنیا را ببینیم چه خبر است؟ حدود ۷ میلیون نفر جمعیت زندگی می‌کنند روی کره زمین. بیش از سه میلیون نفر گرسنه‌اند… میلیارد… میلیون گفتم…» و چه هنگامی که انگلیس را جزیره‌ای در آفریقا دانست: «این کشور انگلیس، یک جزیره کوچولو در غرب آفریقا است. اینها کشتی درست کردند، سلاح درست کردند، حمله کردند. کشور هندوستان را که وسعت آن ده‌ها برابر انگلیس است، او را تحت سلطه خودشان درآورند…»

## اثرات
شیوه بیان و گفتار محمود احمدی‌نژاد، در سخنان دیگر مقامات جمهوری اسلامی ایران نیز نمود بیشتری پیدا می‌کند و برخی از آنها هم مشکلی برای بیان کلمات غیرمتعارف در سخنرانی‌های خود ندارند. چند ماه پس از اعتراض‌ها به نتایج انتخابات ریاست جمهوری دهم در سال ۱۳۸۸، احمد علم‌الهدی، امام جمعه مشهد، در تجمع حامیان حکومت در میدان انقلاب تهران معترضان به نتایج انتخابات را «بزغاله و گوساله» خطاب کرد.
در دو دوره ریاست جمهوری محمود احمدی‌نژاد، از سال ۱۳۸۴ تا ۱۳۹۲ بارها ادبیات غیردیپلماتیک او دردسرساز شد. او در کنار گفتار عامیانه، گاهی هم از واژه‌هایی که رنگ توهین‌آمیزی به خود می‌گرفت، به ویژه علیه برخی از کشورهای غربی یا رؤسای آن، استفاده می‌کرد.

## واکنش‌ها
مهدی کروبی رئیس پیشین مجلس ایران لحن احمدی‌نژاد را در شان یک رئیس‌جمهور نمی‌داند. مهرداد درویش پور، جامعه‌شناس ایرانی، اعتقاد دارد زبان احمدی‌نژاد برای تهاجمی تر شدن، عرف بین‌المللی گفت و گوهای سیاسی را به کنار می‌گذارد و به گستاخی در کلام بدل می‌شود. صادق لاریجانی، رئیس پیشین قوه قضائیه ایران، از او درخواست کرد ادبیاتی متین و فاخر داشته باشد. نصرالله ترابی، نماینده سابق مجلس ایران، با انتقاد از نوع ادبیات به کار گرفته شدن در سخنان مسئولان ارشد کشور، خواستار رعایت بیشتر ادب و اخلاق توسط آنها شد. مهدی طباطبایی، نماینده سابق مجلس که در مناسبت‌های گوناگون، در برنامه‌های تلویزیونی دولتی ایران، به بحث‌های اخلاقی می‌پردازد، با انتقاد از شیوه سخن گفتن محمود احمدی‌نژاد می‌گفت: «متأسفانه آقای رئیس‌جمهور فرهنگ و ادبیات والا و وارسته ریاست جمهوری را به فرهنگ و ادبیات نامناسبی تبدیل کرده‌است».
علی‌اکبر جوانفکر، مشاور رسانه‌ای محمود احمدی‌نژاد، در وب‌سایت شخصی خود در مقابل انتقاداتی که دربارهٔ شیوه گفتاری رئیس‌جمهور بیان می‌شد، در مرداد ماه سال ۱۳۸۹ نوشت: «مردم ایران بارها در اجتماعات عظیم خود، ادبیات رئیس‌جمهور را مورد تمجید و تحسین قرار داده‌اند». در تحلیل شیوه بیان و گفتار احمدی‌نژاد، محمد صدر، معاون وزیر امور خارجه در دولت محمد خاتمی، در گفت‌وگو با روزنامه اعتماد در اردیبهشت سال ۱۳۸۵ گفته‌است ادبیات احمدی‌نژاد، ادبیاتی تهاجمی است، در حالی که محیط دیپلماتیک این سخنان را نمی‌پذیرد و در زبان دیپلماتیک حتی خشن‌ترین اقدامات با نرم‌ترین زبان بیان می‌شود.